# سیارک ۱۵۰۰۷
سیارک ۱۵۰۰۷ (به انگلیسی: 15007 Edoardopozio، نامگذاری:1998NA) پانزده هزار و هفتمین سیارک کشف شده‌است که در ۵ ژوئیه ۱۹۹۸ کشف شد.